# Richard Orlinski
Pour les articles homonymes, voir Orlinski.
Richard Orlinski est un artiste contemporain, sculpteur et musicien français, né le 19 janvier 1966 à Paris.
Il se consacre à l'art depuis 2004. Imprégné de pop-culture, le sculpteur crée un univers pop et coloré.
Ses œuvres décoratives et leur réalisation font l'objet d'un concept et d'une mise en œuvre pratique déposés sous une marque à l'INPI.

## Biographie

### Parcours artistique
Richard Orlinski naît et grandit à Paris. Enfant, il montre un intérêt pour l'art,.
Après des études à Neuilly-sur-Seine, il obtient un bac économie, puis un Deug à l'université Paris-1 et intègre l'Institut de management international de Paris. Étudiant, il se tourne vers l'art.
Après différents métiers et une pratique de l'art en amateur, il décide de se consacrer pleinement à l'art au début des années 2000. Il quitte ses fonctions professionnelles et travaille deux ans avant de présenter au public en 2004 sa première sculpture.
Les galeries commencent alors à s'intéresser à son travail. Il expose dans des stations de ski huppées, à Aspen aux États-Unis ou Val-d'Isère et Courchevel. Il est exposé à la Fiac de Paris en 2006. Il vend pour des collectionneurs privés comme Sharon Stone et Pharrell Williams, qui comptent parmi ses premiers clients. En 2014, il a vendu une œuvre pour 15 millions d'euros. Il réalise également des collaborations avec le chocolatier Jean-Paul Hévin, le chef Frédéric Anton, la cristallerie Daum, l’orfèvrerie Christofle et le parc Disneyland Paris. Une de ses œuvres figure au siège de Twitter France. En 2016, ses œuvres sont présentées dans 90 galeries dans le monde.
Selon Le Quotidien de l'Art, Richard Orlinski est « peu connu de la presse spécialisée art », en revanche il apparaît « souvent dans les magazines généralistes, notamment de décoration ». Le Monde indique en 2023 que la surexposition de l’artiste suscite des critiques. Libération documente en 2023 la « face cachée du système Richard Orlinski ».
En 2024, David Serero réalise et produit le film "Richard Orlinski, The Documentary" sur l'ensemble de la carrière de Richard Orlinski dans lequel figurent Eva Longoria, Bernard Montiel, Laurent Baffie, Romain Grosjean, John Mamann, Tayc, Marlene Schiappa ainsi que les marques Hublot, Kooples et Lancome avec lesquelles l'artiste fait plusieurs collaborations.

### Autres activités et vie personnelle
En 2012, sollicité par l’Association caritative Make a wish, qui accomplit les vœux d’enfants hospitalisés, Richard Orlinski a réalisé une série de crocodiles en résine, destinés à être customisés. Il a sollicité des artistes de son choix : Speedy Graphito, Hervé Di Rosa, Stéphane Cipre, Bouaz, Yang Jiechang, Annick Cuadrado. Ces crocodiles ont été vendus aux enchères au profit de l’association.
Il participe à un clip de la chanteuse néerlandaise Eva Simons. 
En 2016, il crée le trophée des W9 d'or.
En 2017, il expose dans la villa de l'émission de téléréalité Les Anges 9.
En 2018, il crée le trophée du vainqueur du Grand Prix de France de Formule 1.
Divorcé en 2014, il est père d'une fille et trois garçons.
Le 25 juin 2024, il fait ses débuts dans l'émission des Grosses Têtes animée par Laurent Ruquier.

## Controverses
En 2010, Richard Orlinski est condamné pour avoir contrefait une table lumineuse de l'artiste Yves Klein,.
En 2013, l'artiste français Xavier Veilhan et la galerie d'Emmanuel Perrotin lancent une poursuite judiciaire contre Richard Orlinski pour parasitisme devant le tribunal de grande instance de Paris. Le 21 mars 2014, le tribunal rejette cette poursuite et prononce une relaxe pour Orlinski. Le juge estime que « les artistes avaient des univers distincts, que leurs œuvres ne présentaient pas de similitudes dans le sujet traité et qu’il n’y avait pas de risque de confusion, notamment du fait de la clientèle des artistes — institutionnelle pour Veilhan et attachée à une volonté de décoration pour Orlinski. »
En juin 2019, le parquet national financier (PNF) ouvre une enquête préliminaire à son encontre pour « blanchiment de fraude fiscale ». Son agent Antony Henri Gebrier, de 2007 à 2019, ancien associé de Claude Dalle Nogare, affirme qu'après avoir racheté une société espagnole de décoration, il l'aurait ensuite utilisée pour éviter l'imposition française. Il a également été entendu comme suspect dans le cadre d’une enquête pour « abus de biens sociaux » et « escroquerie à la TVA ».
Il a offert de multiples cadeaux au maire de Nice, Christian Estrosi et à sa femme, Laura Estrosi, ce qui est contraire à la charte des élus locaux :  le sculpteur a pu exposer ses œuvres à Nice et dans des stations de ski de la métropole Nice-Côte d’Azur présidée par Christian Estrosi, expositions financées par la ville et la métropole,. Il a également offert des cadeaux à Anne Hidalgo, maire de la capitale, et à son adjoint Pierre Rabadan. Ce dernier a rendu la sculpture offerte à son auteur, et Anne Hidalgo a indiqué que les cadeaux offerts ont été versés au patrimoine de la ville,.
L'artiste a aussi offert de nombreux cadeaux à l'Élysée, à Brigitte Macron, Alexis Kohler et à des ministres,.

## Publications
- Pourquoi j'ai cassé les codes, éditions Michel Lafon, 2017[23]
- Orlinski Pompon : le choc des Titans, éditions Albin Michel, 2018

## Discographie
- 2016 : Heartbeat (avec Eva Simons) (n°1 en France)[24]
- 2017 : Paradise (feat. Evangeline)
- 2017 : On My Way (feat. Nyanda)
- 2018 : Gravity (feat. Anna Zak & Fat Joe)
- 2019 : Forever Young (feat. Carl Vermont)
- 2019 : Dale (DJ Joss & Luyanna feat. Richard Orlinski)
- 2022 : I See (avec Nicky Jam & Tory Lanez feat. Jon Z & Preston Harris & Dawty Music)
- 2022 : Coco (avec 2Pillz)